# 内野重昭
内野 重昭（うちの しげあき、1931年〈昭和6年〉1月20日 - 2017年〈平成29年〉2月28日）は、日本の近代五種競技選手。1960年ローマオリンピック、1964年東京オリンピック日本代表選手。

## 経歴
宮崎県串間市鹿谷地区出身。1960年ローマオリンピックに日本人最初の近代五種競技選手として出場した。また、出身の串間市では初のオリンピック代表選手である。
近年では未来のオリンピック選手を輩出するために、平成23年度から3年間小中高生を対象に近大三種大会を串間市で開催していた。
2017年2月28日に死去。86歳没。